# Neolycaena tengstraemi
Neolycaena tengstraemi är en fjärilsart som beskrevs av Nicolas Grigorevich Erschoff 1874. Neolycaena tengstraemi ingår i släktet Neolycaena och familjen juvelvingar. Inga underarter finns listade i Catalogue of Life.